# Psilopa metallica
Psilopa metallica är en tvåvingeart som först beskrevs av Frederick Wollaston Hutton 1901.  Psilopa metallica ingår i släktet Psilopa och familjen vattenflugor. Inga underarter finns listade i Catalogue of Life.